# Дідьє Куеку
Дідьє Куеку (фр. Didier Couécou, нар. 25 липня 1944, Бордо) — французький футболіст, що грав на позиції нападника. По завершенні ігрової кар'єри — футбольний тренер.
Виступав, зокрема, за клуб «Бордо», а також національну збірну Франції.

## Клубна кар'єра
У дорослому футболі дебютував 1962 року виступами за команду клубу «Бордо», в якій провів сім сезонів, взявши участь у 143 матчах чемпіонату.  Більшість часу, проведеного у складі «Бордо», був основним гравцем атакувальної ланки команди. У складі «Бордо» був одним з головних бомбардирів команди, маючи середню результативність на рівні 0,41 голу за гру першості.
Згодом з 1969 по 1974 рік грав у складі команд клубів «Ніцца», «Марсель», «Нант» та «Марсель».
Завершив професійну ігрову кар'єру у клубі «Бордо», у складі якого її свого часу й розпочинав. Прийшов до команди 1974 року, захищав її кольори до припинення виступів на професійному рівні у 1976.

## Виступи за збірну
1967 року дебютував в офіційних матчах у складі національної збірної Франції. Протягом кар'єри у національній команді, яка тривала усього 1 рік, провів у формі головної команди країни 2 матчі.
У складі збірної був учасником чемпіонату світу 1966 року в Англії.

## Кар'єра тренера
Розпочав тренерську кар'єру, повернувшись до футболу після тривалої перерви, 1989 року, очоливши тренерський штаб клубу «Бордо». Досвід тренерської роботи обмежився цим клубом.

## Титули і досягнення
- Чемпіон Франції (3):

«Марсель»: 1970-71, 1971-72
«Нант»: 1972-73
- Володар Кубка Франції (1):

«Марсель»: 1971-72
- Володар Суперкубка Франції (1):

«Марсель»: 1971